# Fissiscapus pusillus
Espèce
Fissiscapus pusillus est une espèce d'araignées aranéomorphes de la famille des Linyphiidae.

## Distribution
Cette espèce est endémique du département de Cundinamarca en Colombie,. Elle se rencontre entre 3 550 et 3 720 m d'altitude sur le Páramo de Chingaza et le Páramo de Chisaca.

## Description
Les femelles mesurent de 1,35 à 1,55 mm.

## Publication originale
- Millidge, 1991 : Further linyphiid spiders (Araneae) from South America. Bulletin of the American Museum of Natural History, no 205, p. 1-199 (texte intégral).